# Ristonahobanan
| Straight track |

| Station on track |

| Unknown BSicon "xABZgr" |

| Unknown BSicon "exKBSTe" |

| Straight track |

| Station on track |

| Unknown BSicon "xABZgr" |

| Unknown BSicon "exKBSTe" |

Ristonahobanan eller Ristonaho sidospår var del av det finländska järnvägsnätet som gick från Vihantis järnvägsstation till Ristonahos bangård som låg i byn Lampinsaari. Banans längd var 11,5 km och den betjänade företaget Outokumpu Abps gruva i Vihanti mellan 1954 och 1992. Trafiken på banavsnittet upphörde 1992 och spåren revs upp eftersom de inte behövdes mera. I dag används vallen som körväg.